# Pico El Cenizo
El Pico El Cenizo, o simplemente Topo Cenizo (anteriormente Pico de la Ceniza 10°22′35″N 67°25′45″O / 10.376304, -67.429276) es una formación de montaña, una de las de mayor elevación del Parque nacional Henri Pittier y la montaña más alta del Estado Aragua, ubicada al Norte entre Turmero y San Mateo y al oeste de la Colonia Tovar, Venezuela. Sus referencias de altitud varían entre 2407 m s. n. m. y 2435 m s. n. m., con una anchura variable entre 10 y 80 km dependiendo de la ubicación topográfica.

## Ubicación
Pico El Cenizo es parte del límite norte del Municipio Mariño entre la ciudad de Turmero y San Mateo. Colinda hacia el Oeste con el Pico La Negra y el pico Cogollal. Hacia el Este colinda con el topo El Guayabo. Hacia el Norte se continúa con el parque nacional Henri Pittier hasta la población de Chuao y Cepe. Desde Pico Cenizo se alcanza acceso al Río del Medio en Chuao, Río Duro, Río Tamaira, Quebrada Tuja, Quebrada Cepe, Quebrada Maestra, Quebrada Rastroje y la Quebrada Sinamaica.

## Topografía
Las características topográficas del Pico El Cenizo son clásicas de los picos y montañas del parque Henri Pittier con una elevación larga y estrecha y los lados empinados. La vegetación se caracteriza por la mezcla de bosques caducos montañosos y nublados que acaban en el ecotono tropófilo, el cual sustituye los antiguos bosques caducos destruidos por el hombre, principalmente por la quema de los cerros. El Pico Cenizo en su cumbre se caracteriza por densos bosques nublosos. 
La cumbre y sus alrededores son parte de un sector montañoso de 25.750 hectáreas que se clasifican dentro de una ocurrencia de incendio que es moderada. La frecuencia de incendio es en promedio cada dos años que requiere el establecimiento de acciones de vigilancia, prevención y recuperación. La falta de control en estas zonas ocasiona daños severos de difícil recuperación ambiental. Sin embargo, entre 200 y 250 hectáreas en los alrededores de la montaña están en muy cercana proximidad al contacto humano por la carretera a Turmero y la Colonia Tovar. Ello hace que se clasifique esta región como extrema suscestibilidad, donde la frecuencia de incendio es de una vez por año. Estas son áreas de máxima prioridad que requieren la mayor vigilancia y prevención, ya que el no control ocasionaría la intervención de las zonas vitales de la hidrología, fauna y bosque del parque nacional Henri Pittier.

## Ascenso
El primer ascenso registrado del Pico El Cenizo fue hecha por el venezolano Alfredo Jahn, el 16 de febrero de 1901, llegando a la cumbre a las 2:45 p. m..
El acceso se puede hacer por dos rutas principales. La primera de ellas se inicia en la ciudad turística Colonia Tovar por una carretera principal asfaltada que conduce a un camino de tierra secundario que amerita el uso de vehículos 4x4 y que sube hasta 1.900 m. aproximadamente en el lado sureste de la montaña. A partir de esta punto hasta la cumbre se accede por un sendero no muy definido. En vista de la densa selva, en ciertos puntos es necesario el uso de machetes para aclarar el camino. 
La segunda ruta se inicia una la ciudad de Turmero a la altura de la comunidad de Guayabita subiendo por una carretera principal asfaltada que es extensión de la avenida principal de Rosario de Paya que empieza a subir hacia el norte y conduce a Polvorín, Las Trojas y finalmente a Trincherón en su falda Este. Luego cambia a un camino de tierra rudimentaria que amerita el uso de vehículo todoterreno en el lado suroeste de la montaña en la zona de Bracen a unos 1.900 m. Desde esa zona se abre camino por un sendero no muy definido hasta la cumbre donde hay un gran poste de concreto topográfico con un disco de metal. En vista de la densa selva, en los puntos más elevados del ascenso es necesario el uso de machetes para aclarar el camino.